# Эйвазов, Ага Риза Ибрагим оглы
Ага Риза Ибрагим оглы Эйвазов (азерб. Ağarza İbrahim oğlu Eyvazov; 29 апреля 1929, Баку — сентябрь 1994, там же) — советский азербайджанский механик, Герой Социалистического Труда (1966).

## Биография
Родился 29 апреля 1929 года в городе Баку, столице Азербайджанской ССР.
С 1951 года — механик на судах Каспийского морского пароходства, с 1953 года по 1961 год – третий, второй и старший механик танкера «Гудермес», с 1964 года — главный механик дизель-электрохода «Советский Туркменистан», с 1968 года — главный механик танкера «Нахичевань» Каспийского морского пароходства. С 1975 года – начальник управления «Торгмортранс» Каспийского морского пароходства.
Ага Риза Эйвазов проявил себя на работе умелым рационализатором и передовым трудящимся. В процессе работы парома, совершавшего рейсы между двумя крупнейшими каспийскими портами Баку и Красноводск, организовал грамотное обслуживание энергетических установок, а также текущий ремонт машин и механизмов. Возглавил на судне общество конструкторов и группу экономического анализа. Разработал и внедрил ряд рационализаторских предложений по совершенствованию деталей вспомогательных механизмов. Так, применение в водяном насосе валика новой конструкции позволило исключить поломки насоса во время рейсов. Это новшество было с успехом внедрено и на пароме «Советский Азербайджан». Только в 1966 году за счет ремонта механизмов силами экипажа было сэкономлено 16 тысяч рублей. Заботливый уход за машинами и механизмами, осуществляемый под его руководством, позволил сократить сроки планового заводского ремонта дизель-электрохода с 90 до 53 суток, продлив эксплуатационный период работы судна.
Указом Президиума Верховного Совета СССР от 29 июля 1966 года за досрочное выполнение заданий семилетнего плана по развитию морского транспорта и выдающиеся производственные успехи Эйвазову Ага Риза Ибрагим оглы присвоено звание Героя Социалистического Труда с вручением ордена Ленина и золотой медали «Серп и Молот».
Активно участвовал в общественной жизни Азербайджана. Член КПСС с 1959 года. Делегат XXIV съезда КПСС.
Скончался в сентябре 1994 года.